# IHeartRadio Music Awards 2020
La settima edizione degli iHeartRadio Music Awards si sarebbe dovuta svolgere il 29 marzo 2020 presso il Shrine Auditorium di Los Angeles in California. La lista delle nomination è uscita l'8 gennaio 2020. Dopo aver ricevuto 7 nomination, gli artisti più nominati sono Shawn Mendes e Billie Eilish, seguono Camila Cabello, Lil Nas X, Lizzo e Taylor Swift, ciascuno con 6. L'artista che ha portato a casa più premi è stata Billie Eilish con quattro. Il 24 agosto 2020 è stato annunciato che la cerimonia era stata annullata e che i vincitori sarebbero stati annunciati tramite le stazioni radio di iHeartRadio durante il fine settimana che ha preceduto il Labor Day.

## Esibizioni
| Artisti       | Canzoni   |
| ------------- | --------- |
| Justin Bieber | Annullate |
| Lizzo         | Annullate |
| Halsey        | Annullate |
| Usher         | Annullate |
| Post Malone   | Annullate |

## Vincitori e nominati
In grassetto sono evidenziati i vincitori.

### Canzone dell'anno
- Lizzo – Thruth Hurts
- Billie Eilish – Bad Guy
- Camila Cabello e Shawn Mendes – Señorita
- Lil Nas X – Old Town Road
- Jonas Brothers – Sucker

### Artista femminile dell'anno
- Billie Eilish
- Ariana Grande
- Halsey
- Lizzo
- Taylor Swift
- Lizzo

### Artista maschile dell'anno
- Post Malone
- Ed Sheeran
- Khalid
- Luke Combs
- Shawn Mendes

### Miglior duo/gruppo dell'anno
- Jonas Brothers
- Dan + Shay
- Imagine Dragons
- Maroon 5
- Panic! at the Disco

### Miglior collaborazione
- Camila Cabello e Shawn Mendes – Señorita
- Benny Blanco, Khalid e Halsey – Eastside
- Ed Sheeran e Justin Bieber – I Don't Care
- Post Malone e Swae Lee – Sunflower
- Sam Smith e Normani – Dancing with a Stranger

### Miglior nuovo artista pop
- Lizzo
- Ava Max
- Fletcher
- Lewis Capaldi
- Lil Nas X

### Canzone rock alternativa dell'anno
- Billie Eilish – Bad Guy
- Cage the Elephant – Ready to Let Go
- Lana Del Rey – Doin' Time
- Shaed – Trampoline
- Twenty One Pilots – The Hype

### Artista rock alternativa dell'anno
- Billie Eilish
- Cage the Elephant
- Imagine Dragons
- Panic! at the Disco
- Twenty One Pilots

### Miglior nuovo artista rock/rock alternativo
- Shaed
- Dirty Honey
- Dominic Fike
- Matt Maeson
- The Glorious Sons

### Canzone rock dell'anno
- Badflower – Ghost
- Five Finger Death Punch – Blue on Black
- Shinedown – Monsters
- The Black Keys – Lo/Hi
- The Glorious Sons – S.O.S. (Sawed Off Shotgun)

### Artista rock dell'anno
- Disturbed
- Five Finger Death Punch
- Godsmack
- Greta Van Fleet
- Shinedown

### Canzone country dell'anno
- Luke Combs – Beautiful Crazy
- Blake Shelton – God's Country
- Justin Moore – The Ones that Didn't Make It Back Home
- Maren Morris – Girl
- Morgan Wallen – Whiskey Glasses

### Artista country dell'anno
- Luke Combs
- Carrie Underwood
- Dan + Shay
- Luke Bryan
- Thomas Rhett

### Miglior nuovo artista country
- Morgan Wallen
- Jimmie Allen
- Matt Stell
- Riley Green
- Runaway June

### Canzone dance dell'anno
- Ellie Goulding, Diplo (featuring Swae Lee) – Close to Me
- Loud Luxury (featuring Brando) – Body
- Marshmello (featuring Chvrches) – Here with Me
- Kygo e Whitney Houston – Higher Love
- NOTD, Felix Jaehn e Captain Cutsv (featuring Georgia Ku) – So Close

### Artista dance dell'anno
- Marshmello
- Diplo
- Kygo
- Loud Luxury
- The Chainsmokers

### Canzone hip hop dell'anno
- DaBaby – Suge
- Meek Mill (featuring Drake) – Going Bad
- Drake (featuring Rick Ross) – Money in the Grave
- Cardi B – Money
- Lil Nas X – Old Town Road

### Artista hip hop dell'anno
- Drake
- Cardi B
- Lil Baby
- Meek Mill
- Travis Scott

### Miglior nuovo artista hip hop
- DaBaby
- City Girls
- Lil Nas X
- Lizzo
- Megan Thee Stallion

### Canzone R&B dell'anno
- Chris Brown (featuring Drake) – No Guidance
- Beyoncé – Before I Let Go (Homecoming Live Album)
- Summer Walker e Drake – Girls Need Love (Remix)
- Ella Mai – Shot Clock
- Khalid – Talk

### Artista R&B dell'anno
- H.E.R.
- Chris Brown
- Ella Mai
- Khalid
- Summer Walker

### Miglior nuovo artista R&B
- Summer Walker
- Ari Lennox
- LightSkinKeisha
- Nicole Bus
- The Bonfyre

### Canzone pop latina/urban dell'anno
- Daddy Yankee e Katy Perry (featuring Snow) – Con calma (Remix)
- Bad Bunny (featuring Drake) – Mía
- DJ Snake (featuring Selena Gomez, Ozuna & Cardi B) – Taki Taki
- J Balvin e Bad Bunny – Que pretendes
- Pedro Capó e Alicia Keys (featuring Farruko) – Calma (Remix)

### Artista pop latino/urban dell'anno
- Ozuna
- Bad Bunny
- Daddy Yankee
- J Balvin
- Maluma

### Miglior nuovo artista pop latino/urban
- Rosalía
- Camilo
- Guaynaa
- Lunay
- Sech

### Canzone messicana dell'anno
- Banda los Sebastianes – A través del vaso
- Calibre 50 – ¿Por qué cambiaste de opinión?
- Christian Nodal – Nada nuevo
- El Fantasma – Encantadora
- La Adictiva Banda San José de Mesillas – Con todo incluido

### Artista messicano dell'anno
- Christian Nodal
- Banda Sinaloense MS de Sergio Lizárraga
- Calibre 50
- El Fantasma
- La Arrolladora Banda el Limón

### Miglior nuovo artista messicano
- Banda los Sebastianes
- El Fantasma
- Fuerza Regida
- Kanales
- Lenin Ramírez

### Produttore dell'anno
- Finneas
- Andrew Watt
- Benny Blanco
- Louis Bell
- Max Martin

### Cantautore dell'anno
- Louis Bell
- Ashley Gorley
- Finneas
- Frank Dukes
- Savan Kotecha

### Miglior fan army
- BTS – BTS Army
- Agnez Mo – Agnation
- Ariana Grande – Arianators
- Justin Bieber – Beliebers
- Camila Cabello – Camilizers
- Harry Styles – Harries
- Why Don't We – Limelights
- Louis Tomlinson – Louies
- Shawn Mendes – MendesArmy
- Niall Horan – Niallers
- Selena Gomez – Selenators
- Taylor Swift – Swifties

### Miglior video musicale
- BTS (featuring Halsey) – Boy with Luv
- Ariana Grande – 7 Rings
- Billie Eilish – Bad Guy
- Rosalía e J Balvin (featuring El Guincho) – Con altura
- Daddy Yankee (featuring Snow) – Con calma
- Sam Smith e Normani – Dancing with a Stranger
- Ed Sheeran e Justin Bieber – I Don't Care
- Blackpink – Kill This Love
- Taylor Swift (featuring Brendon Urie) – Me!
- Lil Nas X (featuring Billy Ray Cyrus) – Old Town Road (Remix)
- Camila Cabello e Shawn Mendes – Señorita
- Jonas Brothers – Sucker

### Miglior testo
- Dan + Shay e Justin Bieber – 10,000 Hours
- Ariana Grande – 7 Rings
- Billie Eilish – Bad Guy
- Ed Sheeran (featuring Khalid) – Beautiful People
- Megan Thee Stallion (featuring Nicki Minaj & Ty Dolla Sign) – Hot Girl Summer
- Lizzo – Juice
- Selena Gomez – Lose You to Love Me
- Halsey – Nightmare
- Shawn Mendes e Camila Cabello – Señorita
- Lewis Capaldi – Someone You Loved
- Maren Morris – The Bones
- Taylor Swift – You Need to Calm Down

### Miglior remix
- Shaed e Zayn – Trampoline
- Billie Eilish e Justin Bieber – Bad Guy
- Daddy Yankee e Katy Perry (featuring Snow) – Con calma
- Lizzo (featuring Ariana Grande) – Good as Hell
- Kygo e Whitney Houston – Higher Love
- Taylor Swift (featuring Shawn Mendes) – Lover
- Lil Nas X featuring Billy Ray Cyrus – Old Town Road
- Maren Morris e Hozier – The Bones
- Blueface (featuring Cardi B & YG) – Thotiana
- Halsey (featuring Juice Wrld) – Without Me

### Social Star Award
- Asher Angel
- Cody Orlove
- Danielle Cohn
- DeStorm Power
- King Bach
- Montana Tucker
- Niki and Gabi
- Piper Rockelle
- Scotty Sire
- Stephanie Poetri
- The Moy Boys
- Zoe Laverne

### Tournée dell'anno
- Elton John – Farewell Yellow Brick Road

### Fotografo di tournée preferito
- Zack Caspary – Why Don't We
- Adam Degross – Post Malone
- Alfredo Flores – Ariana Grande
- Andy DeLuca – 5 Seconds of Summer
- Blair Caldwell – Normani
- Daniel Prakopcyk – John Mayer
- Jake Chamseddine – Panic! at the Disco
- Josiah Van Dien – Shawn Mendes
- Matty Vogel – Billie Eilish
- Rays Corrupted Mind – Travis Scott
- Zakary Walters – Ed Sheeran

### Coreografia preferita di un video musicale
- Kyle Hanagami e Kiel Tutin – Kill This Love (Blackpink)
- Calvit Hodge e Sara Bivens – Señorita (Shawn Mendes e Camila Cabello)
- Parris Goebel – How Do You Sleep? (Sam Smith)
- Sean Bankhead – Motivation (Normani)
- Scott e Brian Nicholson – 7 Rings (Ariana Grande)
- Tyce Diorio – Me! (Taylor Swift featuring Brendon Urie)